# Вајтхаус (Охајо)
Вајтхаус (енгл. Whitehouse) град је у америчкој савезној држави Охајо.

## Демографија
По попису из 2010. године број становника је 4.149, што је 1.416 (51,8%) становника више него 2000. године.
| Група             | 2000.         | 2010.         |
| Белци             | 2.675 (97,9%) | 3.934 (94,8%) |
| Афроамериканци    | 3 (0,1%)      | 39 (0,9%)     |
| Азијати           | 7 (0,3%)      | 25 (0,6%)     |
| Хиспаноамериканци | 33 (1,2%)     | 96 (2,3%)     |
| Укупно            | 2.733         | 4.149         |